# Tây Trà
Tây Trà là một huyện cũ thuộc tỉnh Quảng Ngãi, Việt Nam.
Huyện được thành lập vào ngày 1 tháng 12 năm 2003 trên cơ sở một phần diện tích và dân số của huyện Trà Bồng, nhưng đến ngày 1 tháng 2 năm 2020 lại sáp nhập vào huyện Trà Bồng.

## Địa lý
Huyện Tây Trà có tọa độ địa lý từ 15°3'0"B đến 15°15'0"B, từ 108°15'16"Đ đến 108°29'30"Đ. Địa giới hành chính huyện:
- Phía bắc giáp huyện Nam Trà My, tỉnh Quảng Nam
- Phía đông giáp huyện Trà Bồng
- Phía nam giáp huyện Sơn Hà và huyện Sơn Tây.

Trung tâm huyện là xã Trà Phong, cách thành phố Quảng Ngãi khoảng 80 km.
Huyện Tây Trà có diện tích 340,47 km², chiếm 6,58% diện tích toàn tỉnh Quảng Ngãi. Diện tích đất nông nghiệp của huyện là 3.449,25 ha, diện tích đất lâm nghiệp là 21.403,03 ha.
Dân số toàn huyện tính đến ngày 1 tháng 4 năm 2009 là 17.798 người. Trong đó, dân tộc Cor chiếm 82.49%, dân tộc Sơ Đang chiếm 9,2%, dân tộc Kinh chiếm 5,28%, dân tộc Hrê chiếm 2,9%, dân tộc khác chiếm 0,13%.
Đến năm 2019, huyện có diện tích 339,10 km², dân số là 20.168 người, mật độ dân số đạt 59 người/km².

## Lịch sử
Huyện Tây Trà được thành lập ngày 1 tháng 12 năm 2003 theo Nghị định số 145/2003/NĐ-CP của Chính phủ, trên cơ sở tách 9 xã: Trà Khê, Trà Lãnh, Trà Nham, Trà Phong, Trà Quân, Trà Thanh, Trà Thọ, Trà Trung, Trà Xinh thuộc huyện Trà Bồng. Huyện lỵ đặt tại xã Trà Phong.
Ngày 10 tháng 1 năm 2020, Ủy ban Thường vụ Quốc hội ban hành Nghị quyết số 867/NQ-UBTVQH14 về việc sắp xếp các đơn vị hành chính cấp huyện, cấp xã thuộc tỉnh Quảng Ngãi (nghị quyết có hiệu lực từ ngày 1 tháng 2 năm 2020). Theo đó, sáp nhập toàn bộ diện tích và dân số của huyện Tây Trà trở lại huyện Trà Bồng.